# Kabinett Bülow (Mecklenburg-Strelitz)
Das Kabinett Bülow bildete vom 1. November 1862 bis zum 17. Oktober 1868 die von Großherzog Friedrich Wilhelm II. eingesetzte Landesregierung von Mecklenburg-Strelitz.
Das Kabinett endete 1868, da der bisherige Staatsminister Bernhard Ernst von Bülow in den preußischen Staatsdienst wechselte und gleichzeitig Gesandter von Mecklenburg-Strelitz in Preußen wurde.
| Amt            | Name                                           |
| Staatsminister | Bernhard Ernst von Bülow                       |
| Staatsräte     | Anton Piper Friedrich Carl Ludwig von Kardorff |